# Lokaut
Lokaut (z ang. lockout) – stałe lub czasowe zamknięcie całości lub części zakładu pracy (niedopuszczenie pracowników do pracy). Lokaut może być również zastosowany w odpowiedzi na strajk lub w celu jego zapobieżenia. Lokaut najczęściej stosowany jest w okresach kryzysu.
Wyróżniane są dwa podstawowe rodzaje lokautu: ofensywny (prewencyjny) i defensywny. Celem pierwszego jest zapobieżenie zapowiedzianemu strajkowi, drugi stosowany jest przez pracodawcę w odpowiedzi na nielegalny strajk, który powoduje nadmierne lub rażące straty, gdy w czasie strajku dochodzi do dewastacji mienia pracodawcy.
Termin lokaut występował w polskich publikacjach już w okresie II Rzeczypospolitej. W Polsce kwestia lokautu nie jest uregulowana prawnie.